# Henryk Spokojny
Henryk Spokojny (niem. Heinrich der Friedfertige albo Heinrich der Friedsame; ur. 1411 r., zm. 1473 r.) – książę Brunszwiku-Wolfenbüttel w latach 1432–1473 z dynastii Welfów.

## Życiorys
Henryk był młodszym synem księcia Lüneburga Henryka I, a zarazem młodszym bratem Wilhelma I Zwycięskiego. W 1415 r. jego ojciec zawarł układ ze swym bratem (a stryjem Wilhelma i Henryka) Bernardem I, zgodnie z którym ten ostatni po śmierci Henryka I miał objąć opiekę nad jego synami. Gdy jednak Henryk I zmarł w 1416 r. rządy w księstwie Lüneburga przejął osobiście Wilhelm, który już wtedy przejawiał swój silny charakter i nie dopuścił do stryjowskiej kontroli nad sobą. W 1428 r. doszło do zamiany między Wilhelmem a Bernardem: Wilhelm objął rządy w części księstwa z Brunszwikiem, podczas gdy jego stryj Bernard wybrał rządy w pozostałej części z Lüneburgiem. Główną siedzibą Wilhelma stało się wówczas Wolfenbüttel. 
Ponieważ układ z 1415 r. przewidywał niedopuszczenie do dalszych podziałów księstwa, Wilhelm odmawiał młodszemu bratu wydzielenia mu części księstwa. Ten z kolei pragnął tego m.in. z uwagi na fakt, że awanturnicze zamiłowania starszego brata stanowiły dla księstwa znaczne obciążenie finansowe – sam Henryk stanowił przeciwieństwo brata, sięgając po siłę zbrojną tylko wtedy, gdy było to konieczne (temu zawdzięczał swój przydomek). Nieobecność Wilhelma, który angażował się w liczne wojny poza granicami księstwa, Henryk wykorzystał w 1432 r. i zdobył Wolfenbüttel. Doszło do wojny między braćmi, zakończonej układem zawartym jesienią tego samego roku, zgodnie z którym dokonano jednak podziału księstwa brunszwickiego: Henryk zatrzymał jego część ze zdobytym Wolfenbüttel, a Wilhelmowi przypadła część z Calenbergiem, ponadto Henryk miał zapłacić starszemu bratu znaczną kwotę pieniężną. 
Mimo to stosunki między braćmi nie układały się zawsze pomyślnie, kilkakrotnie dochodziło między nimi do sporów. Henryk zajmował się głównie zarządzaniem swoim księstwem, nie angażując się w obce sprawy. Dzięki temu część księstwa brunszwickiego pod jego rządami rozkwitała – sprawnie zarządzał księstwem, prowadził oszczędną i mądrą politykę finansową, wspomagał handel, dbał o dobrobyt poddanych. Czuwał pilnie nad publicznym spokojem. 
Był żonaty z Heleną, córką Adolfa II, księcia Kleve. Ze związku tego pochodziła jedynie córka, Małgorzata, która poślubiła Wilhelma, hrabiego Henneberg-Schleusingen. Ponieważ Henryk nie miał męskiego potomka, po jego śmierci w 1473 r. jego dziedzictwo objął Wilhelm, który przeniósł się do Wolfenbüttel, oddając dotychczasowe swoje włości swoim synom.